# Ria Percival
Ria Dawn Percival (født 7. december 1989) er en professionel fodboldspiller fra New Zealand, der spiller som forsvarer for Tottenham Hotspur i FA WSL og for New Zealand, hun er den spiller der har spillet flest kampe for New Zealands landshold. Hun har tidligere spillet for FFC Frankfurt og FF USV Jena i den tyske Bundesliga, FC Basel i Nationalliga A i Schweiz og West Ham United.